# Darijan Matić
Darijan Matić est un footballeur international slovène, né le 28 mai 1983 à Ljubljana. Il évoluait au poste de milieu défensif.

## Palmarès
Olimpija Ljubljana
- Champion de Slovénie en 2016.

 Interblock Ljubljana
- Vainqueur de la Coupe de Slovénie en 2008 et 2009
- Vainqueur de la Supercoupe de Slovénie en 2008